# Analitikus nyelv
Az analitikus nyelv August Wilhelm Schlegel nyelvtipológiája szerint olyan nyelv, amelyben a nyelvtani viszonyok kifejezése és legtöbbször a szóképzés jellemzően nem ragozással, toldalékolással, hanem különálló morfémákkal (elöljárószókkal, segédszókkal), valamint a szórend kötöttségével történik. Az analitikus nyelvek többsége az izoláló (elszigetelő) nyelvek típusába tartoznak (például a sinotibeti nyelvcsalád tagjai). Analitikus szerkezetek a szintetikus típusú nyelvekben is előfordulhatnak: például a magyar várni fogok (vö. a spanyol esperaré, ugyanaz) vagy mentem volna (vö. spanyol habría ido) szintén analitikus szerkezetek.
Az analitikus nyelvekkel ellentétben a szintetikus és poliszintetikus nyelvekben az egyes információk a szavak módosításával jelennek meg. Az analitikus és szintetikus nyelvek Schlegel által kiemelt különbségét Wilhelm von Humboldt fokozatosnak és nem túl relevánsnak tartja.:317f